# 156751 Chelseaferrell
156751 Chelseaferrell è un asteroide della fascia principale. Scoperto nel 2002, presenta un'orbita caratterizzata da un semiasse maggiore pari a 2,2591502 au e da un'eccentricità di 0,0692092, inclinata di 7,87442° rispetto all'eclittica.